# هم‌ذات‌پنداری
هم‌ذات‌پنداری اصطلاحی در روانکاوی است که بیشتر از نوشته‌های زیگموند فروید ریشه می‌گیرد؛
فروید اصطلاح هم‌ذات‌پنداری را به دو شیوه به‌کار می‌برد:
یکی از آن‌ها فرایندی است که در طی آن، خویشتن («من» یا «خود»، در آلمانی: «ایش ich»، در انگلیسی: «ایگو ego»، برگرفته از لاتین: ego، به‌معنی «من») تلاش می‌کند تا اشیاء یا رویدادهای درون محیط را با خواسته‌ها یا آرزوهای «نهاد» (در آلمانی: اِس es، به‌معنی «آن»، در انگلیسی (برگرفته از لاتین): اید id) مطابقت دهد.
اصطلاح همذات‌پنداری همچنین برای توصیف این موضوع به‌کار می‌رود: تمایل به افزایش‌دادن احساس ارزشمند بودن، از طریق متصل کردن خود به یک شخص، گروه، یا سازمانی که مهم به‌حساب می‌آیند.
احساس غرور وقتی که وزنه‌بردارِ شهر در مسابقات کشوری برندهٔ مدال طلا می‌شود، یا وقتی که تیم ملی فوتبال در مسابقات جام جهانی برنده می‌شود، مثال‌هایی از همذات‌پنداری هستند. انتخاب مُد، موسیقی، مجلات یا کتاب‌ها، یا حتی طرز حرف‌زدن یا رفتارهای دیگر نیز می‌توانند نمونه‌هایی از همذات‌پنداری باشند، به این شرط که فرد را ازلحاظ روانی به افرادی که وی آن‌ها را موفق، قدرتمند، یا جذاب می‌داند، نزدیک‌تر سازد. پوشیدن تی‌شرت‌ها یا ژاکت‌هایی که آرم تیم‌های ورزشی، شرکت‌های تجاری، یا سازمان‌های مختلف را دارد نیز نمونه‌ای از همذات‌پنداری است. تقلید کردن پسر از پدر و دختر از مادر نیز نوعی همذات‌پنداری سالم است.
در این حالت، کودک با والدین خود همذات‌پنداری می‌کند (ارزش‌های آن‌ها را درونی‌سازی می‌کند) و به‌این‌ترتیب، از تنبیه‌شدن به‌دلیل درپیش‌گرفتن ارزش‌هایی متضاد اجتناب می‌کند. پیوستنِ یک نوجوان بدون اعتمادبه‌نفس به گروه‌های شبه‌نظامی یا نظامی نیز نوعی همذات‌پنداری است. اگر به اصلِ آلمانیِ این اصطلاح (Identifikation) نگاه کنیم، می‌توانیم بگوییم که در این مکانیسم دفاعی، فرد، هویّت (آلمانی: Identität) یک شخص دیگر را، تا حدی، به‌خود می‌گیرد.